# قاسم (اسم)
قاسم هو اسم علم مذكر من أصل عربي، ومعناه هو الموزع المعطي الحسن الوجه، من الفعل قسم بمعنى حسن وقاسم بن محمد ﷺ وبه كان يكنى وكانوا يسمون به الإناث أحيانًا؛ فقاسم شاعرة معاصرة للعباس بن الأحنف.

## شخصيات تحمل الاسم
القاسم بن محمد اول ابناء النبي محمد صلى الله عليه وآله وسلم
- قاسم أمين (كاتب وقاض ومصلح اجتماعي، 1 ديسمبر 1863[3] – 23 أبريل 1908)
- قاسم أنوار (شاعر إيراني، 1356 – 1434)
- قاسم الغزالي (24 يونيو 1990 – )
- قاسم برهان ، 15 ديسمبر 1985[4] – )
- قاسم جومارت توكاييف (سياسي كزاخستاني، 17 مايو 1953 – )
- قاسم حداديفر (لاعب كرة قدم إيراني، 12 يوليو 1983[5] – )
- قاسم سعيد (لاعب كرة قدم عماني، 1990 – )
- قاسم سليماني (قائد ، 11 مارس 1957 – )
- قاسم سليماني (لاعب كرة قدم مغربي، 1 يوليو 1948 – 1997)
- قاسم عبد الله (لاعب كرة قدم، 9 أبريل 1987[6] – )

## وصلات خارجية
- موسوعة السلطان قابوس لأسماء العرب نسخة محفوظة 5 أبريل 2019 على موقع واي باك مشين.